# Avicenna
Ibn Szína, teljes nevén: Abu Ali al-Huszajn bin Abdallah ibn Szína, arabul: أبو علي الحسين بن عبد الله بن سينا, perzsául: ابوعلى سينا (Abu Ali Szína), latinosan: Avicenna (Afsóna, 980. augusztus 22. – Hamadán, 1037. június 21.) perzsa származású polihisztor. Amellett, hogy orvosként, költőként és logikusként tevékenykedett, filozófus és teológus is volt. 
A középkori iszlám világ filozófusai és tudósai közül az egyik leghíresebb és legbefolyásosabb. Különösen az arisztotelészi filozófia és az orvostudomány területén végzett munkájáról ismert. Filozófiája az arisztotelianizmusból származó muszlim peripatetikus iskola  volt. Munkássága az iszlám aranykorának egyik csúcspontja.
Az ógörög Hippokratész mellett a világ jelentős részén őt nevezik az orvostudomány atyjának, de munkássága még nagy elődjénél is jelentősebb, hiszen míg Hippokratész főleg az ókori Egyiptom tudományát gyűjtötte össze, addig Avicenna rengeteg sajátos újítást vezetett be az orvoslásba. Művei Európába kerülve megindították az orvostudomány fejlődését a keresztény világában is. Tevékenységének jelentőségéhez a nyugati orvostudományban csak az óegyiptomi Imhotep munkássága mérhető, akit a világ első ismert tudósaként tartanak számon.

## Élete és munkássága

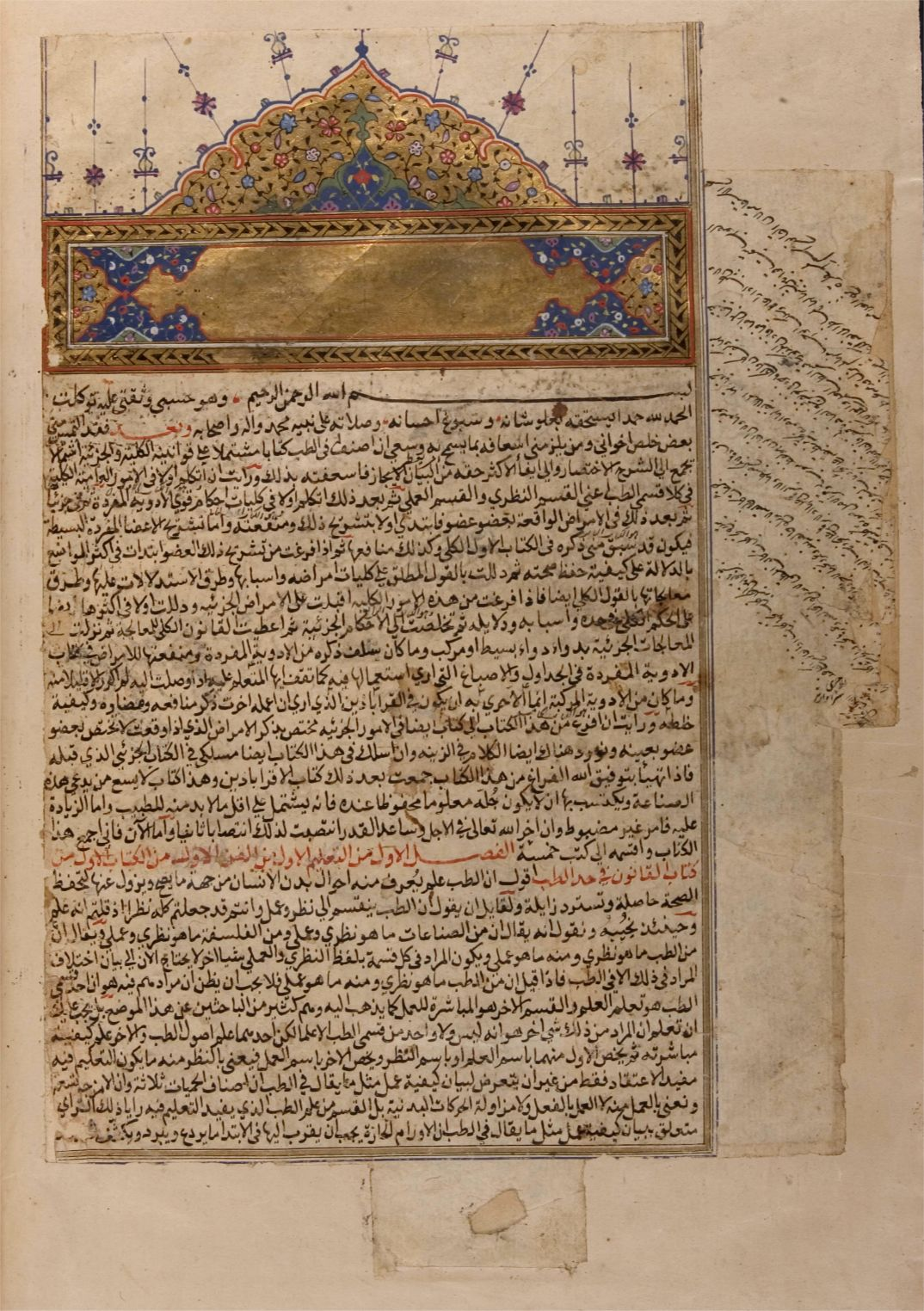
Avicenna Canon Medicinae című művének nyitólapja

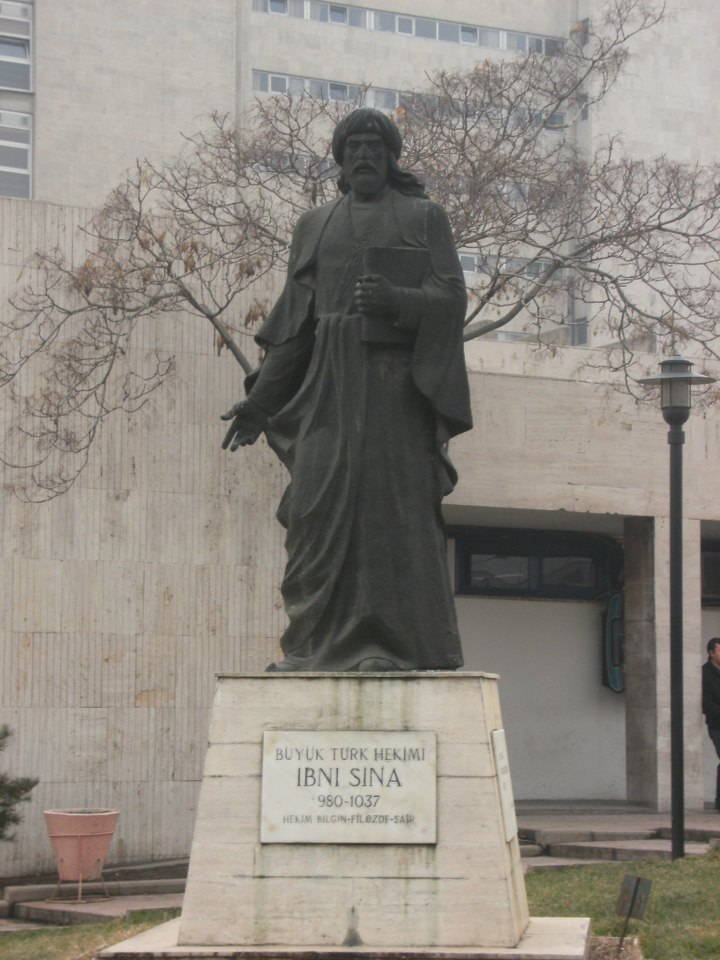
Avicenna szobra Ankarában

A muszlim naptár szerint 370-ben, a Gergely-naptár szerint 980-ban született jómódú családba Afsónában, Buhara közelében, a Számánida Birodalomban (ma Üzbegisztán). Apja a fejedelem adótisztviselője volt.
Avicenna már gyermekkorában kitűnt átlagon felüli képességeivel: tízéves korában kívülről tudta a Koránt és néhány filozófiai értekezés tartalmát.
Tanulmányait Buharában kezdte.
Tizenhat éves korában Bin Manszúr szultán gyógykezelésében vett részt. Ezt követően még évekig maradt az udvarnál, ami nagy lehetőség volt számára az ottani könyvtár tanulmányozására.
Avicenna huszonkét évesen, apja halálát követően elhagyta szülővárosát. Élete többi részét állandó vándorlással töltötte: megfordult különböző uralkodók udvarában, politikai és katonai megbízatásokat vállalt. Életének utolsó tizennégy évét egy arab emír orvosaként és tisztviselőjeként Iszfahánban töltötte. Halála előtt minden földi javát a szegényekre hagyta, rabszolgáit pedig felszabadította.
Négyszázötven különböző témájú könyvnek a szerzője. A legtöbb könyv orvoslással vagy filozófiával foglalkozik. Híresebb könyvei: A gyógyítás könyve, Canon Medicinae.
1037. június 22-én Hamadánban, a Kakújida Emirátusban (ma Irán) halt meg.

## Filozófiája
Filozófiája főleg al-Fárábi, Arisztotelész és Platón bölcseletére épült.
Avicenna különbséget tett azon lét között, ami szükségszerűen magában létezik (Isten), és azon lét között, amely szükségszerűen más által létezik.
Isten szükségszerűen „Egy”, ezért nincs meg benne a „sokaság”, és az „Egy” természetéből kifolyólag csak egyet tud alkotni, ebből az következik, hogy Isten szubsztanciája és a világ szubsztanciája egy. Aki önmagát ismeri meg, az Istent ismeri meg.
Avicenna szerint Isten először az első intelligenciát alkotta meg. Minden más lét a teremtő első intelligencia szellemi tevékenységéből ered. A hierarchikus világteremtés elmélete szerint ez az
intelligencia a különböző szférákon és mozgató lelkeken keresztül egészen az emberi lélekig hatol. A legalacsonyabb fokon a tevékeny intellektus jön létre, amelynek az a feladata, hogy az ember receptív intellektusát megvilágíthassa és a földi anyagnak formákat adjon. Az élet célja a tevékeny intellektussal való egyesülés.

## Orvoslás

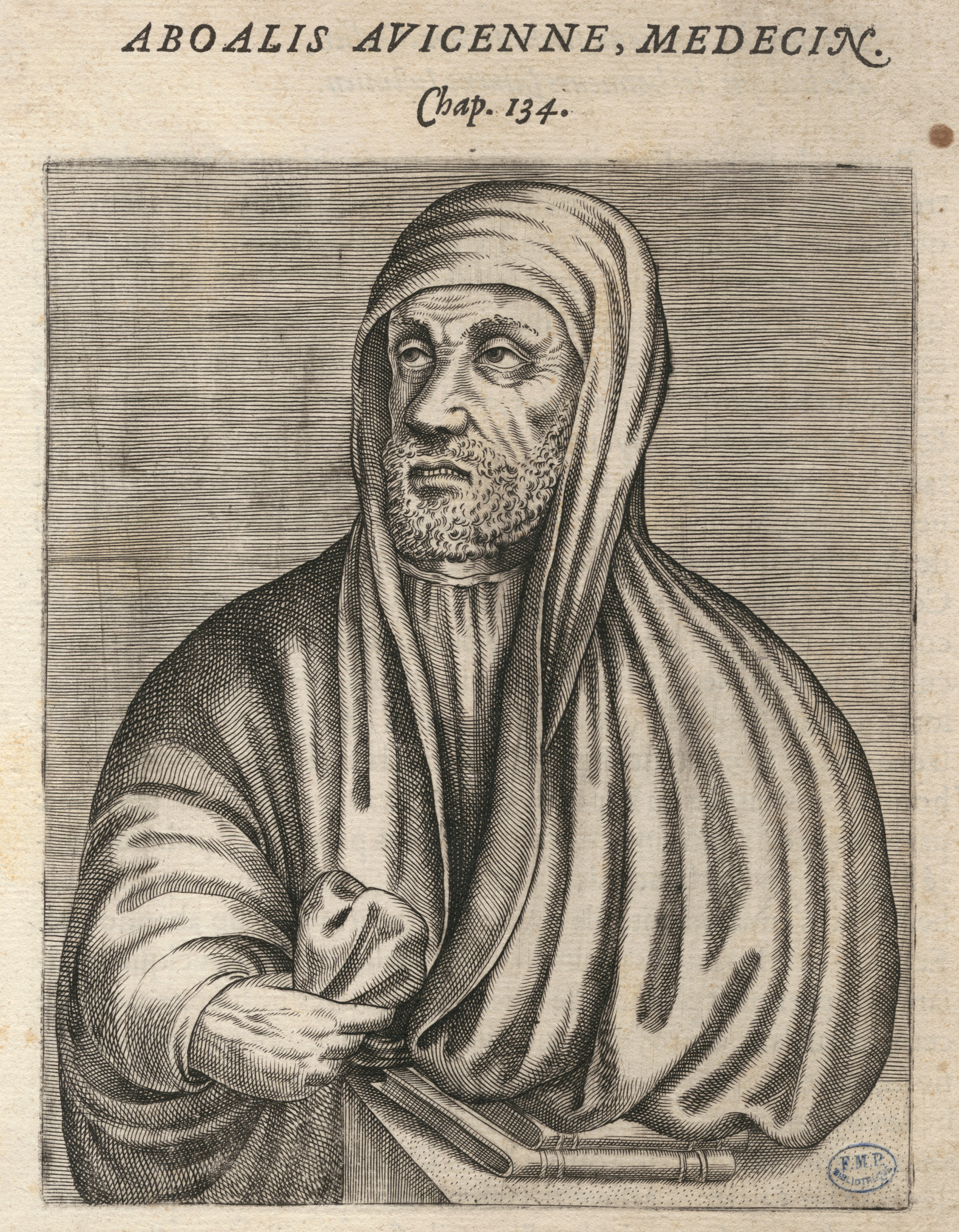
André Thévet (1504-1592) metszete: Aboalis Avicenne

Avicenna legismertebb orvosi könyve a Kánon volt (al-Kánún fí 'l-Tibb = Az orvoslás törvénye). Öt könyvből állt, minden könyv több fejezetre oszlott. A könyvben Avicenna bemutatja és elemzi az akkori tudományos orvosláshoz nélkülözhetetlen élettani és kórtani alapfogalmakat. Szerinte az emberi szervezet egészséges, beteg vagy e kettő közötti állapotban lehet.
Az egészség alakulását Avicenna szerint két ok befolyásolhatja: a „res naturales” (szervek és testrészek) és a „res non naturales” (levegő, alvás, étel, ital, lelkiállapot stb.). Különös figyelmet szentelt a nem természetes dolgoknak, ugyanis ezek az ember által kontrollálhatóak. De foglalkozik az időjárás és az évszakok emberre való hatásával is.
Többféle pulzusfajtát különböztet meg: „hullámzó”, „gazella futására emlékeztető”, „féreg”, valamint „hangya-mozgású”. Ezeket különböző betegségek diagnosztizálására használja.
Orvosi írásaiban fontos szerepet kapnak az egészségvédelmi útmutatások; étrendeket, tornagyakorlatokat ír elő, és pihenésre vonatkozó javaslatokat ad. Felhívja a lélektani állapotokra is a figyelmet, amelyek különbözőképpen hatnak az egészségre.
A fájdalom csillapításáról is ír, például egy testrész érzékenysége megszüntethető hűtéssel vagy megfelelő vegyi hatással. Erre Avicenna szerint a kamilla, a lenolajmag, a keserű mandula, a tojásfehérje a legalkalmasabb. Minden ismert betegségre ajánl valamilyen gyógyszert és ír azok mellékhatásairól is, hisz van, ami eleinte serkentő, de később bénító lehet. Betűrendben felsorolva több mint 800 gyógyító hatású anyagot ír le, amelyek között egyaránt találhatók állati, növényi és ásványi eredetűek.
A gennyes sebek kezelésére gombatenyészetet használt, ami a ma ismert antibiotikum orvosságok elődje volt.
Avicenna a belső szervekről és azok működéséről is ír, különösen nagy figyelmet szentelt a szem betegségeinek. A betegségek tüneteiről részletes leírásokat ad.
Foglalkozott az alvászavarokkal, az epilepsziával, az emlékezetzavarokkal, az agytályog és az apoplexia cerebri kórformákkal is. Kitűnőek az elmekórtani leírásai. Továbbá foglalkozott szülészeti, csecsemőgondozási (köldöklekötés, fürdetés, a testnyílások tisztítása, pólyázás stb.), nőgyógyászati problémákkal, sebészettel, égési sérülésekkel, csontbetegségekkel, fertőzésekkel, ellenmérgekkel is.
Avicenna Kánonját az európai középkorban és újkorban orvosi tankönyvként használták, és őt magát az orvosok fejedelmének nevezték. Több mint harminc kiadásban jelent meg, egyik legjobb latin fordítása 1652-ben készült.